# Javorniški Rovt
Javorniški Rovt – wieś w Słowenii, w gminie Jesenice. W 2018 roku liczyła 270 mieszkańców.